# Streeter-Phelps
Streeter-Phelps er en modelleringsmetode for iltindholdet i åer og floder. Den tager højde for ændringen af iltindholdet, som følge af forurening med organisk materiale. Forureningen medfører en biologisk nedbrydning, hvor ilt forbruges. Streeter-Phelps standardformel tager kun højde for den biologiske nedbrydning af organisk materiale, mens den modificerede formel giver mulighed for at tilføje flere processer, der ligeledes påvirker iltkoncentrationen i åer og floder.
Streeter-Phelps standardformel:

{\displaystyle {\operatorname {d} D \over \operatorname {d} t}=k_{BOD}\cdot BOD-k_{O_{2}}\cdot D}

Løsningen af differentialligningen:

{\displaystyle D(t)={\frac {\left(k_{BOD}\cdot BOD(0)\right)}{k_{O_{2}}-k_{BOD}}}\cdot (e^{-k_{BOD}\cdot t}-e^{-k_{O_{2}}\cdot t})+D(0)\cdot e^{-k_{O_{2}}\cdot t}}

Hvor D er givet ved mg O2/L.

## Historie
H. W. Streeter og Earle B. Phelps udgav i 1925 en rapport Arkiveret 25. april 2012 hos  Wayback Machine  over undersøgelser af Ohio River. Her publicerede de for første gang deres matematiske model for iltudviklingen i forurenede floder. Ud fra målinger udført i årene 1914-1915 af forureninger samt den medfølgende biologiske nedbrydning, kunne Streeter og Phelps udlede en matematisk sammenhæng, der stadig anvendes verden over.
Phelps var ansat ved U.S. Public Health Service i Cincinnati, Ohio, hvor han var leder af afdelingen for kemi og hygiejne. I 1912 forlangte den Amerikanske Kongres en undersøgelse af den skadelige effekt på mennesker ved udledning af kloakvand. Phelps udviklede i samarbejde med Streeter en matematisk 1. ordens nedbrydningsreaktion for iltkoncentrationen. Ud fra målinger af carbonholdige forbindelser i Ohio River, der kan nedbrydes biologisk (biokemisk iltforbrug – BOD), og iltkoncentrationen i floden (dissolved oxygen – DO) kunne en nedbrydningskonstant (kBOD) findes. Ved at benytte Streeter-Phelps formel kan det udregnes hvor langt nedstrøms fra forureningskilden, at den mindste iltkoncentration forekommer.
Efter publiceringen af standardformlen for iltnedbrydningen, hvor kun forureningens iltoptag var medtaget, blev der tilføjet flere processer, der påvirker iltkoncentrationen. Dette medførte en mere avanceret og modificeret model, hvor forskellige processer kunne medtages i forhold til relevans for den enkelte flod. De forskellige processer, der kan medtages, er vist under afsnit 2.2 Modificeret model.

Den modificerede formel:

{\displaystyle {\operatorname {d} D \over \operatorname {d} t}=-k_{O_{2}}\cdot D+k_{r}\cdot BOD+{\frac {S}{H}}+(R-P)_{AVG}+k_{BOD}\cdot BOD_{baggrund}}

Løsningen af differentialeligningen:

{\displaystyle D(t)={\frac {\left(k_{BOD}\cdot BOD(0)\right)}{k_{O_{2}}-k_{r}}}\cdot (e^{-k_{r}\cdot t}-e^{-k_{O_{2}}\cdot t})+D(0)\cdot e^{-k_{O_{2}}\cdot t}+{\frac {S}{k_{O_{2}}\cdot H}}\cdot (1-e^{-k_{O_{2}}\cdot t})+{\frac {(R-P)_{AVG}}{k_{O_{2}}}}\cdot (1-e^{-k_{O_{2}}\cdot t})+{\frac {\left(k_{BOD}\cdot BOD_{Baggrund}\right)}{k_{O_{2}}}}}

Hvor D er givet ved mg O2/L.

## Udledning
I udledningen af Streeter-Phelps formlen vil der ikke blive gjort forskel på det kvælstofholdige biokemiske iltforbrug (NBOD) og det kulstofholdige biokemisk iltforbrug (CBOD). I andre kilder såsom i Schnoor (1996), vil denne forskel blive gjort. Først udledes den oprindelige Streeter-Phelps formel. Udledningen er baseret på en Plug Flow Rector (PFR) som beskriver kemiske reaktioner mens de transporteres i en rørledning, i dette tilfælde repræsentere rørledningen en flod.

Oxideringen af BOD ved en konstant strømningshastighed og ligevægtstilstand kan beskrives som en 1. ordens reaktion:
{\displaystyle {\operatorname {d} BOD \over \operatorname {d} t}=-k_{BOD}\cdot BOD}

hvor

BOD = koncentrationen af BOD
kBOD = 1. ordens nedbrydningsrate

Løsningen til differentialligningen fås ved:
{\displaystyle {{1 \over \operatorname {d} t}\cdot \operatorname {d} BOD}=-k_{BOD}\cdot BOD\Leftrightarrow {{\operatorname {d} BOD} \over BOD}=-k_{BOD}\cdot \operatorname {d} t}

Herefter integreres begge sider:

{\displaystyle \int _{BOD(0)}^{BOD}{\frac {dBOD}{BOD}}=-k_{BOD}\int _{0}^{t}1dt}

Hvorefter løsningen er:

{\displaystyle BOD(t)=BOD(0)\cdot e^{-k_{BOD}\cdot t}\qquad (1)}

Det er dernæst muligt at opstille en simpel massebalance, som beskriver udviklingen af iltindholdet som funktion af tiden:

{\displaystyle {\operatorname {d} DO \over \operatorname {d} t}=-k_{BOD}\cdot BOD+k_{O_{2}}(DO_{sat}-DO)}

hvor 

DO = Opløst ilt koncentration 

DOsat = Mættet opløst ilt koncentration 

kO2 = 1. ordens geniltningsrate 

De to led på højre side af ligningen beskriver således iltforbruget fra BOD og graden af udveksling af ilt med atmosfæren. Denne ligning kan dog med fordel beskrives i form af underskuddet af opløst oxygen i vandet, dvs. D = DOsat – DO, hvor D er opløst oxygen deficit. Det medfører at: 

{\displaystyle {\operatorname {d} D \over \operatorname {d} t}=k_{BOD}\cdot BOD-k_{O_{2}}\cdot D\qquad (2)}

Det ses, at fortegnet for de to led på højre side af ligningen ændres grundet det omvendte fortegn for D i forhold til DO. D beskriver underskuddet af DO, hvorfor et input af oxygen vil have en negativ effekt på D og vice versa. Den ordinære differentialligning (2) kan efterfølgende løses. Løsningen (1) indsættes i (2) og alle led indeholdende D samles på venstre side af lighedstegnet. 

{\displaystyle {\operatorname {d} D \over \operatorname {d} t}=k_{BOD}\cdot BOD(0)\cdot e^{-k_{BOD}\cdot t}-k_{O_{2}}\cdot D\Leftrightarrow {\operatorname {d} D \over \operatorname {d} t}+k_{O_{2}}\cdot D=-k_{BOD}\cdot BOD(0)\cdot e^{k_{BOD}\cdot t}\qquad (3)}

Ligning (3) kan skrives ved hjælp af Integration Factor Method på formen:
{\displaystyle {\frac {dy}{dt}}+p(t)\cdot y=q(t)\qquad (4)}

Ved at sammenholde ligning (3) og (4) fås følgende definition hvor: 

{\displaystyle y=D}

{\displaystyle p(t)=k_{O_{2}}}

{\displaystyle q(t)=k_{BOD}\cdot BOD(0)\cdot e^{-k_{BOD}\cdot t}} 

Metoden for løsningen af ligning (4) er baseret på en integrations faktor, M:

{\displaystyle M=e^{\int p(t)\,dt}\rightarrow M=e^{\int k_{O_{2}}\,dt}\rightarrow M=e^{k_{O_{2}}\cdot t}}

Integrationsfaktoren ganges på begge sider af ligning (4):

{\displaystyle M\cdot {\frac {dy}{dt}}+M\cdot {p(t)\cdot y}=M\cdot {q(t)}}

På grund af den valgte integrations faktor kan M×p(t) erstattes af dM/dt hvilket simplificerer ligningen til:

{\displaystyle M\cdot {\frac {dy}{dt}}+{\frac {d{M}}{dt}}\cdot y=M\cdot {q(t)}}

Ved at benytte produktreglen kan venstre side omskrives til:

{\displaystyle (M\cdot y)'=M\cdot {q(t)}} {\displaystyle \Leftrightarrow } {\displaystyle {\frac {dM}{dt}}\cdot {\frac {dy}{dt}}=M\cdot {q(t)}} {\displaystyle \Leftrightarrow } {\displaystyle {\frac {d}{dt}}{\cdot (M\cdot {y})}=M\cdot {q(t)}}

Ved at integrere begge sider fås:

{\displaystyle {\int M\cdot y\,dt}={\int M\cdot q(t)\,dt}\Leftrightarrow {M\cdot y}=\left(\int M\cdot q(t)\,dt\right)+C}

Løsningen for differentialligningen (4) vil være på formen:

{\displaystyle y={\frac {\left(\int M\cdot q(t)\,dt\right)+C}{M}}\qquad (5)}

Konstanten C er lig startkoncentrationen i deficit, D(0). Løsningen til differentialligningen (3) bestemmes ud fra den generelle løsning (5):

{\displaystyle D(t)={\frac {\left(\int {e^{k_{O_{2}}\cdot t}}\cdot k_{BOD}\cdot BOD(0)\cdot e^{-k_{BOD}\cdot t}\,dt\right)+D(0)}{e^{k_{O_{2}}\cdot t}}}} {\displaystyle \Leftrightarrow } {\displaystyle D(t)={\frac {k_{BOD}\cdot BOD(0)\left(\int {e^{k_{O_{2}}\cdot t}}\cdot e^{-k_{BOD}\cdot t}\,dt\right)+D(0)}{e^{k_{O_{2}}\cdot t}}}} {\displaystyle \Leftrightarrow }

{\displaystyle D(t)={\frac {k_{BOD}\cdot BOD(0)\cdot \left[{\frac {e^{(k_{O_{2}}-k_{BOD})\cdot t}}{k_{O_{2}}-k_{BOD}}}\right]_{0}^{t}+D(0)}{e^{k_{O_{2}}\cdot t}}}\qquad (6)}
Det bestemte integrale er:

{\displaystyle \left[{\frac {e^{(k_{O_{2}}-k_{BOD})\cdot t}}{k_{O_{2}}-k_{BOD}}}\right]_{0}^{t}} = {\displaystyle {\frac {e^{(k_{O_{2}}-k_{BOD})\cdot t}}{k_{O_{2}}-k_{BOD}}}-{\frac {1}{k_{O_{2}}-k_{BOD}}}} = {\displaystyle {\frac {e^{(k_{O_{2}}-k_{BOD})\cdot t}-1}{k_{O_{2}}-k_{BOD}}}}

Det kan indsættes i (6) og løsningen til differentialligningen er:
{\displaystyle D(t)={\frac {k_{BOD}\cdot BOD(0)\cdot {\frac {e^{(k_{O_{2}}-k_{BOD})t}-1}{k_{O_{2}}-k_{BOD}}}+D(0)}{e^{k_{O_{2}}\cdot t}}}={k_{BOD}\cdot BOD(0)\cdot {\frac {e^{(k_{O_{2}}-k_{BOD})t}-1}{k_{O_{2}}-k_{BOD}}}\cdot e^{-k_{O_{2}}\cdot t}+D(0)\cdot e^{-k_{O_{2}}\cdot t}}}
{\displaystyle ={k_{BOD}\cdot BOD(0)\cdot {\frac {e^{-k_{BOD}\cdot t}-e^{-k_{O_{2}}\cdot t}}{k_{O_{2}}-k_{BOD}}}+D(0)\cdot e^{-k_{O_{2}}\cdot t}}\qquad (7)}
Ligning (7) beskriver udviklingen i opløst oxygen deficit, D, som funktion af tiden, t, udtrykt ved det oprindelige opløste oxygen deficit, D(0) og den oprindelige BOD koncentration, BOD(0), samt reaktionskonstanterne kBOD og kO2. Hvilket er den oprindelige Streeter-Phelps ligning.
Koncentrationen af opløst oxygen, DO, i vandet kan slutteligt findes ved relationen mellem D og DO således:
{\displaystyle DO=DO_{sat}-D}

### Kritiske distance, tid og deficit
Udviklingen af D vil typisk forløbe således, at D stiger til et maksimalt kritisk deficit, for derefter at falde igen, hvorved den opløste oxygen koncentration stiger og går mod det oprindelige niveau igen. Det kritiske opløste oxygen deficit, Dcrit, og den dertilhørende kritiske tid, tcrit, kan forholdsvist simpelt beregnes. Følgende gør sig gældende for t = tcrit:
{\displaystyle {\operatorname {d} DO \over \operatorname {d} t}=0}
Ved at indsætte dette i (3), og løse den for Dcrit fås:
{\displaystyle D_{crit}={\frac {k_{BOD}\cdot BOD(0)}{k_{O_{2}}}}\cdot e^{-k_{BOD}\cdot t_{crit}}\qquad (8)}
Et udtryk for tcrit fås ved at substituere (8) ind i (7) og isolere tcrit.
{\displaystyle t_{crit}={\frac {1}{k_{O_{2}}-k_{BOD}}}\cdot ln\left({\frac {k_{O_{2}}}{k_{BOD}}}\cdot \left(1-{\frac {D(0)\cdot (k_{O_{2}}-k_{BOD})}{BOD(0)\cdot k_{BOD}}}\right)\right)}
Den kritiske distance findes ved:
{\displaystyle x_{crit}=v\cdot t_{crit}}

## Modificeret model
Den modificeret model tager højde for flere processer, herunder ses eksempler på iltproducerende og iltforbrugende processer, der kan inkluderes i modelleringen.
| Dannelse    | Forbrug              |
| ----------- | -------------------- |
| Fotosyntese | Respiration          |
| Geniltning  | Forbrug via sediment |
|             | Baggrunds BOD        |
|             | BOD                  |

Processerne kan løses enkeltvist ved først at opstille en massebalance og derefter benytte superpositionsprincippet til at finde det samlede udtryk. Resultatet bliver en langt mere omfattende Streeter-Phelps formel.

### Baggrunds BOD
Baggrunds BOD indikerer et non-point input til den respektive flod, å, bæk osv., hvilket kan skyldes afstrømning fra landbrug og motorvej samt regnvands udledning. Baggrunds BOD forårsager et generelt underskud af opløst oxygen under ligevægtstilstand.
Ændringen i BOD over tid inklusiv baggrunds BOD er:
{\displaystyle {\operatorname {d} BOD \over \operatorname {d} t}=-k_{BOD}\cdot BOD+I}
For en konstant BOD gælder:
{\displaystyle I=k_{BOD}\cdot BOD_{Baggrund}}
Massebalancen for opløst oxygen deficit:
{\displaystyle {\operatorname {d} D \over \operatorname {d} t}=input-output\rightarrow {\operatorname {d} D \over \operatorname {d} t}=-k_{O_{2}}\cdot D+k_{BOD}\cdot BOD_{Bagggrund}}
Under ligevægtstilstand (ændringen i deficit over tid er lig nul) og med konstant baggrunds BOD, er opløst oxygen deficit en konstant:
{\displaystyle D={\frac {k_{BOD}\cdot BOD_{Baggrund}}{k_{O_{2}}}}}
Det ovenstående er et udtryk for baggrunds koncentration af opløst oxygen deficit.

### Sedimentering af BOD
Yderligere kan der tages højde for mulig sedimentering af BOD. Total suspenderet faststof (TSS) indeholder organisk materiale, som muligvis er iltforbrugende. Streeter-Phelps formel (den oprindelig) modificeres således, at den nu tager højde for mulig sedimentering af BOD. Det er nødvendigt med en kombineret rate bestående af en sedimenteringsrate for BOD, ks samt kBOD, som medtages i en fælles rate, kr:
kr = ks + kBOD
Ændringen i BOD over tid:
{\displaystyle {\operatorname {d} BOD \over \operatorname {d} t}=-k_{r}\cdot BOD}
Massebalancen for opløst oxygen deficit, D:
{\displaystyle {\operatorname {d} D \over \operatorname {d} t}=input-output\rightarrow {\operatorname {d} D \over \operatorname {d} t}=-k_{O_{2}}\cdot D+k_{r}\cdot BOD}
Løsningen til differentialligningen findes ved hjælp af Integration Factor Method og er:
{\displaystyle D(t)={\frac {k_{BOD}\cdot BOD(0)}{k_{O_{2}}-k_{r}}}\cdot (e^{-k_{r}\cdot t}-e^{-k_{O_{2}}\cdot t})+D(0)\cdot e^{-k_{O_{2}}\cdot t}}

### Sedimentets iltforbrug
Sedimentet forbruger ilt til nedbrydning af bundfældet organisk materiale og tabet antages for værende konstant:
{\displaystyle {\operatorname {d} D \over \operatorname {d} t}={\frac {S}{H}}}
Massebalance for opløst oxygen deficit:
{\displaystyle {\operatorname {d} D \over \operatorname {d} t}=input-output\rightarrow {\operatorname {d} D \over \operatorname {d} t}=-k_{O_{2}}\cdot D+{\frac {S}{H}}}
Løsningen til differentialligningen findes ved hjælp af Integration Factor Method og er:
{\displaystyle D(t)={\frac {S}{k_{O_{2}}\cdot H}}\cdot (1-e^{-k_{O_{2}}\cdot t})}

### Fotosyntese og respiration
Respiration, R, vil være dominerende om natten og bidrage til opløst oxygen deficit hvorimod om dagen dominerer fotosyntesen, P, og opløst oxygen er dannet.
Massebalance for opløst oxygen deficit:
{\displaystyle {\operatorname {d} D \over \operatorname {d} t}=input-output\rightarrow {\operatorname {d} D \over \operatorname {d} t}=-k_{O_{2}}\cdot D+(R-P)_{AVG}}
Løsningen til differentialligningen er:
{\displaystyle D(t)={\frac {(R-P)_{AVG}}{k_{O_{2}}}}\cdot (1-e^{-k_{O_{2}}\cdot t})}
Det er således muligt at opstille den samlede massebalance for DO deficit for en plug flow flod:
{\displaystyle {\operatorname {d} D \over \operatorname {d} t}=-k_{O_{2}}\cdot D+k_{r}\cdot BOD+{\frac {S}{H}}+(R-P)_{AVG}+k_{BOD}\cdot BOD_{Baggrund}}
Løsningen til differentialligningen er summen af de enkelte løsninger som konsekvens af superpositionsprincippet:
{\displaystyle D(t)={\frac {k_{BOD}\cdot BOD(0)}{k_{O_{2}}-k_{r}}}\cdot (e^{-k_{r}\cdot t}-e^{-k_{O_{2}}\cdot t})+D(0)\cdot e^{-k_{O_{2}}\cdot t}+{\frac {S}{k_{O_{2}}\cdot H}}\cdot (1-e^{-k_{O_{2}}})+{\frac {(R-P)_{AVG}}{k_{O_{2}}}}\cdot (1-e^{-k_{O_{2}}\cdot t})+{\frac {k_{BOD}\cdot BOD_{Baggrund}}{k_{O_{2}}}}}

## Parameter
Antallet af parametre i Streeter-Phelps formel afhænger af, om den er udvidet til at indeholde mere end forureningens iltforbrug og udvekslingen af ilt med luften, dvs. om hvorvidt der er tale om den modificeret model eller ej. 

| Symbol | Symbolforklaring                    | Forhold                         | Typiske værdier | Endhed                                     |
| ------ | ----------------------------------- | ------------------------------- | --------------- | ------------------------------------------ |
| kO2    | Geniltningsraten                    | Dybe åer med lavt flow          | 0,1 - 0,4       | {\displaystyle d^{-1}}                     |
|        |                                     | Typiske forhold                 | 0,4 – 1,5       | {\displaystyle d^{-1}}                     |
|        |                                     | Dybe floder, hurtigt flow       | 1,5 – 4,0       | {\displaystyle d^{-1}}                     |
|        |                                     | Lavvandede floder, hurtigt flow | 4,0 – 10        | {\displaystyle d^{-1}}                     |
| D      | Opløst oxygen deficit               |                                 |                 | {\displaystyle mg\cdot L^{-1}}             |
| DO     | Koncentarion af opløst oxygen       |                                 |                 | {\displaystyle mg\cdot L^{-1}}             |
| DOsat  | Mættede koncentration af opløst ilt | Mellem 10 °C – 20 °C            | 10,92 – 8,84    | {\displaystyle mg\cdot O_{2}\cdot L^{-1}}  |
| kBOD   | BOD fjernelsesraten                 | Temperaturafhængig              | 0,05 – 1,7      | {\displaystyle d^{-1}}                     |
| BOD    | Biokemisk iltforbrug                |                                 |                 | {\displaystyle mg\cdot L^{-1}}             |
| S      | Sedimentets iltforbrug              | Ingen til lav forurening        | 0,1 – 10        | {\displaystyle g\cdot m^{-2}\cdot d^{-1}}  |
|        |                                     | Moderat til meget forurening    | 5 – 10          | {\displaystyle g\cdot m^{-2}\cdot d^{-1}}  |
| H      | Gennemsnitlige dybde                |                                 |                 | {\displaystyle m}                          |
| kr     |                                     |                                 | 0,5 – 5         | {\displaystyle d^{-1}}                     |
| ks     | Sedimenteringsraten for BOD         |                                 |                 | {\displaystyle d^{-1}}                     |
| R      | Respiration                         |                                 | 1 – 10          | {\displaystyle mg\cdot L^{-1}\cdot d^{-1}} |
| P      | Fotosyntese                         | Maximal daglig produktion       | 2 – 20          | {\displaystyle mg\cdot L^{-1}\cdot d^{-1}} |
| (P-R)  | Netto primær iltproduktion          | Dagligt gennemsnit              | 0,5 – 10        | {\displaystyle mg\cdot L^{-1}\cdot d^{-1}} |

### k02
k02 afhænger i høj grad af vandmassens fysiske udformning, dvs. om der er tale om en å, flod, sø eller åbent hav. Ydermere er temperaturen en vigtig faktor, da den afgør mætningskoncentrationen af ilt i vandet. k02 beskriver raten af geniltning fra atmosfæriske luft til vandmassen, og sammenhængen er beskrevet ved Fick’s første lov om diffusion.
Generelt kan raten af geniltningen findes ud fra følgende formel:
{\displaystyle k_{O_{2}}=konstant\cdot flowhastighed^{a}\cdot dybde^{-b}}
Hvor a og b afhænger af vandmassens fysiske udformning. Flowhastigheden (v) opgives i m/s og middeldybden (H) i meter, derved er enheden for kO2 per døgn (d-1). En typisk værdi ved 20 °C ville ligge på mellem 0,4-1,5 d-1, men den kan ligge mellem 0,1 d-1 og helt op til 10 d-1. 
Den situationspecifikke værdi kan findes ved hjælp af følgende formler:
| Forhold                               | Formel                                                                  | Regression           |
| ------------------------------------- | ----------------------------------------------------------------------- | -------------------- |
| Langsomt strømmende i åer             | {\displaystyle k_{O_{2}}=24\cdot 0,241\cdot v\cdot H^{-1,33}}           | Langbein-Durum       |
| Store floder med H>3,5 m og v>0,5 m/s | {\displaystyle k_{O_{2}}=24\cdot 0,2351\cdot v^{0,969}\cdot H^{-1,673}} | Southworth/Churchill |
| Mix af forskellige floder             | {\displaystyle k_{O_{2}}=2,148\cdot v^{0,878}\cdot H^{-1,48}}           | IHP/ Jolánkai        |
| Åbent hav                             | {\displaystyle k_{O_{2}}=24\cdot {\frac {0,17}{H}}}                     | Liss og Slater       |
| Søer, ingen vind                      | {\displaystyle k_{O_{2}}=24\cdot {\frac {0,0036}{H}}}                   | Mackay og Yeun       |

Temperaturkorrigering kan foretages ved brug af følgende formel:
{\displaystyle k_{O_{2}}(T)=k_{O_{2}}(20^{\circ }C)\cdot 1,024^{T-20}}

### Deficit,D
| [°C] | [mg O2/L] | [°C] | [mg O2/L] | [°C] | [mg O2/L] | [°C] | [mg O2/L] |
| ---- | --------- | ---- | --------- | ---- | --------- | ---- | --------- |
| 0    | 14,16     |      |           |      |           |      |           |
| 1    | 13,77     | 11   | 10,67     | 21   | 8,68      | 31   | 7,42      |
| 2    | 13,40     | 12   | 10,43     | 22   | 8,53      | 32   | 7,32      |
| 3    | 13,05     | 13   | 10,20     | 23   | 838       | 33   | 7,22      |
| 4    | 12,70     | 14   | 9,98      | 24   | 8,25      | 34   | 7,13      |
| 5    | 12,37     | 15   | 9,76      | 25   | 8,11      | 35   | 7,04      |
| 6    | 12,06     | 16   | 9,56      | 26   | 7,99      | 36   | 6,94      |
| 7    | 11,76     | 17   | 9,37      | 27   | 7,86      | 37   | 6,86      |
| 8    | 11,47     | 18   | 9,18      | 28   | 7,75      | 38   | 6,76      |
| 9    | 11,19     | 19   | 9,01      | 29   | 7,64      | 39   | 6,68      |
| 10   | 10,92     | 20   | 8,84      | 30   | 7,53      | 40   | 6,59      |

D er oxygen deficit, dvs. underskuddet i oxygen koncentrationen i forhold til den fuldstændig mættet koncentration. Da den mættede koncentration afhænger af temperaturen, variere D ligeledes med temperaturen. Deficit kan beregnes ved:
{\displaystyle D=DO_{sat}-DO}
Hvor DO er opløst oxygen, og DOsat er den mættede koncentration af ilt i vandet. DOsat kan aflæses i tabellen til højre.

DOsat for specifikke temperature kan udregnes ved brug af følgende formel:
{\displaystyle DO_{sat}=14,61996-0,04042\cdot T+0,00842\cdot T^{2}-0,00009\cdot T^{3}}

### kBOD
kBOD er fjernelsesraten for BOD, og den kan bestemmes eksperimentel ud fra BOD målingerne. Den har en typisk værdi på mellem 0,1-1,7 d-1.
Den er temperatur afhængig og kan korrigeres ud fra følgende formel:
{\displaystyle k_{BOD}(T)=k_{BOD}(20^{\circ }C)\cdot 1,047^{(T-20)}}

### BOD
Denne parameter måles for udløbet til åen, desuden måles BOD i åen før udløbet, og derefter beregnes en vægtet værdi for BOD for åen efter udløbet. Denne BOD-værdi efter et udløb kan udregnes ved brug af følgende formel: 
{\displaystyle BOD(0)={\frac {BOD_{1}\cdot Q_{1}+BOD_{2}\cdot Q_{2}}{Q_{1}+Q_{2}}}}

Hvor BOD1 og BOD2 er koncentrationen af BOD i hvert af de to bidrag, hvor Q1 og Q2 er bidragenes respektive flow.

### S sediment oxygen demand og H gennemsnitlige dybde
S er sedimentets iltforbrug og antages at angive et konstant iltforbrug fra sedimentet. Ved lav forureningen i en å svinger værdien mellem 0,1-1 gm-2d-1, mens den i åer med moderat til meget forureninger åer ligger mellem 5-10 gm-2d-1. I ligningen indgår den i en brøk med H, som er den gennemsnitlige dybde i vandløbet.

### krog ks
kr er den samlede rate fjernelsesrate, når der tages højde for en potentiel sedimentering af BOD. ks er raten for sedimenteringen af BOD.

### (R-P)avg
R er respiration, hvilket er iltforbrugende og P er fotosyntese, som er iltproducerende. Fotosyntese udføres af planter, alger og makrofyter, mens respirationen udføres af planter, bakterier, alger, makrofyter og dyr. Fotosyntesen er en process drevet af lys og afhænger derfor af mængden af lys, af selv samme årsag er den højeste midt på dagen, mens fotosyntese ikke producere ilt om natten. Respiration foregår døgnet rundt, og derfor vil målinger af DO om natten være lavere end om dagen, pga. den manglende fotosyntese om natten. Ved målinger om dagen kan målinger af DO være >100%, fordi fotosyntesen kan producere ilt hurtigere end der forbruges, samt at indstilling af koncentrationsligevægten mellem vand- og gas-fasen (atmosfæren) ikke sker umiddelbart.

## Eksempel på anvendelsen af Streeter-Phelps formel
For at kunne anvende Streeter-Phelps formel skal nogle værdier være kendt. De nødvændige værdier er DO(0), BOD(0), kBOD og kO2 og desuden er temperaturen afgørende for de andre parametre.
| Variabel | Værdi      |
| -------- | ---------- |
| BOD(0)   | 25,74 mg/L |
| DO(0)    | 8 mg/L     |
| kBOD     | 0,3 d-1    |
| kO2      | 0,6 d-1    |

D(t) kan beregnes ud fra følgende ligning, hvor det bemærkes at DOsat er temperaturafhængig:

{\displaystyle DO(t)=DO_{sat}-D(t)\Leftrightarrow D(t)=DO_{sat}-DO(t)=10{\frac {mg}{L}}-8{\frac {mg}{L}}=2{\frac {mg}{L}}}

Den analytiske løsning bliver nu gennemgået, men ikke den numeriske, da denne kan udføres på flere forskellige måder. 
Kurven for BOD-udviklingen kan således bestemmes analytisk ud fra løsningen af differentialligningen. Her ses et eksempel ved brug af et tidsinterval på 0,2 dage:

{\displaystyle BOD(t)=BOD(0)\cdot e^{-k_{BOD}\cdot t}\Rightarrow BOD(0,2)=25,74{\frac {mg}{L}}\cdot e^{-0,3d^{-1}\cdot 0,2d}=24,25{\frac {mg}{L}}}

D(t) bestemmes ligeledes analytisk for hvert tidsinterval, et eksempel ses igen for t=0,2 d:

{\displaystyle D(t)={\frac {k_{BOD}\cdot BOD(0)}{k_{O_{2}}-k_{BOD}}}\cdot (e^{-k_{BOD}\cdot t}-e^{-k_{O_{2}}\cdot t})+D(0)\cdot e^{-k_{O_{2}}\cdot t}\Rightarrow D(0,2)={\frac {0,3d^{-1}\cdot 25,74{\frac {mg}{L}}}{0,6d^{-1}-0,3d^{-1}}}\cdot (e^{-0,3d^{-1}\cdot 0,2d}-e^{-0,6d^{-1}\cdot 0,2d})+2{\frac {mg}{L}}\cdot e^{-0,6d^{-1}\cdot 0,2d}=3,19{\frac {mg}{L}}}

For hver udregning af deficit findes den tilhørende værdi for iltkoncentrationen (DO). Nedenunder ses et eksempel ved tidsintervallet t = 0,2 d. 

{\displaystyle DO(t)=DO_{sat}-D(t)\Rightarrow DO(0,2)=DO_{sat}-D(0,2)=10{\frac {mg}{L}}-3,19{\frac {mg}{L}}=6,81{\frac {mg}{L}}}

Således kan der opstilles en graf for BOD(t) og DO(t), når der er foretaget beregninger for hvert tidsinterval. 

Tiden hvor iltindholdet er på sit minimum kan ligeledes findes direkte vha. formlen:

{\displaystyle t_{crit}={\frac {1}{k_{O_{2}}-k_{BOD}}}\cdot ln\left({\frac {k_{O_{2}}}{k_{BOD}}}\cdot \left(1-{\frac {D(0)\cdot (k_{O_{2}}-k_{BOD})}{BOD(0)\cdot k_{BOD}}}\right)\right)={\frac {1}{0,6d^{-1}-0,3d^{-1}}}\cdot ln\left({\frac {0,6d^{-1}}{0,3d^{-1}}}\cdot \left(1-{\frac {2{\frac {mg}{L}}\cdot (0,6d^{-1}-0,3d^{-1})}{25,74{\frac {mg}{L}}\cdot 0,3d^{-1}}}\right)\right)=2,04d}

Ud fra det kritiske tidspunkt kan den kritiske afstand findes, dvs. den afstand fra begyndelsespunktet, hvor iltindholdet er på sit minimum:

{\displaystyle x_{crit}=v\cdot t_{crit}=0,1{\frac {m}{s}}\cdot 2,04d\cdot {\frac {86400s}{1000m}}=17,63km}

Den korresponderende iltkoncentration til tcrit og xcrit, angiver den laveste iltkoncentration i åen og kan beregnes ved følgende formler: 

{\displaystyle D_{crit}={\frac {k_{BOD}}{k_{O_{2}}}}\cdot BOD(0)\cdot e^{-k_{BOD}\cdot t_{crit}}={\frac {0,6d^{-1}}{0,3d^{-1}}}\cdot 25,74{\frac {mg}{L}}\cdot e^{-0,3d^{-1}\cdot 2,04d}=6,98{\frac {mg}{L}}}
{\displaystyle DO_{crit}=DO_{sat}-D_{crit}=10{\frac {mg}{L}}-6,98{\frac {mg}{L}}=3,02{\frac {mg}{L}}}

Eksemplet illustrerer den oprindelige version af Streeter-Phelps formlen. Den modificerede version løses ved samme fremgangsmetode, men kræver flere kendte variable, da de modifierede ligninger er mere komplicerede.

## Usikkerheder
Usikkerheder i modelleringen kan skyldes to hovedårsager; manglende tilpasning af modellen til virkeligheden eller fejl i variable og parametre. 
Under normale omstændigeheder bliver afvigelserne mindre når detajlegraden af modellen øges, men samtidig bliver usikkerheden ved brug af modellen større. Det er derfor ikke nødvendigvis den mest præcise model, der er den mest brugbare. Hvilket er relevant når det evalueres hvorvidt den oprindelige Streeter-Phelps eller den modificerede Streeter-Phelps skal benyttes. Såfremt den modificerede Streeter-Phelps benyttes, bør det overvejes hvilke led der inkluderes. 
Målte parametre og variable er at foretrække frem for estimerede parametre og variable. Det er derfor kun ved mangel af måledata, at typiske værdier beskrevet i afsnittet om parametre, bør benyttes. Det bør dog bemærkes, at selv målte værdier også er behæftet med usikkerheder, da de kan variere meget, afhængigt af hvornår på dagen, året og hvorhenne målingerne er foretaget. Tiden på året påvirker både temperaturen og faunaens tilstand, hvorimod tiden på dagen påvirker fotosyntesen i floden. 
Lokaliteten af målingerne har en betydning i forhold til mængden af sollys, da det har konsekvenser for fotosyntesen. Vanddybden og åens forløb påvirker faunaen og strømningshastigheden, hvilket påvirker åens evne at fortynde eventuelle forureninger. Ydermere er temperaturen usikker, da den antages konstant i en valgt tidsperiode, på trods af at det er en variable parameter. Hvilket også får yderligere konsekvenser, eftersom mange af variablerne er temperaturafhængige.

## Andre relevante modelleringsmetoder
En alternativ modelopstilling er fremsat af Poul Harremoës, hvori sæsonvariationer inkluderes. Da antallet af soltimer pr. døgn varierer hen over året, vil fotosyntesen ligeledes ændres. Denne model muliggør simuleringer over længere tidsperioder, hvor det ønskes at variere dagslængden.